# Allan Hernelius
John Allan Hernelius, född 19 mars 1911 i Tidaholm, död 1 februari 1986 i Oscars församling, Stockholm, var en svensk tidningsman och moderat politiker.

## Biografi
Hernelius avlade juridisk examen vid Stockholms högskola, där han var ordförande först i Juridiska Föreningen, därefter i Högskolans studentkår och slutligen i Stockholms studentkårer, sedermera SSCO (Stockholms studentkårers centralorganisation). Han fungerade som VD för Tidningsutgivareföreningen och Tidningarnas arbetsgivareförening 1945–1949. Efter det knöts han till Svenska Dagbladet som andre redaktör och ansvarig utgivare, från 1952 var han administrativ huvudredaktör och 1955–1969 chefredaktör. Efter detta koncentrerade han sig på riksdagsarbetet.
Hernelius var ordförande i Stockholmshögerns förbund 1953–1955 och valdes in i riksdagen 1962, där han satt i tjugo år. 1976–1982 var han ordförande för utrikesutskottet. Han var också medlem av grundlagskommittén. 1979 var han den borgerliga majoritetens kandidat i valet till riksdagens talman, men omröstningen vanns slutligen av socialdemokraternas kandidat Ingemund Bengtsson.
Hernelius var en omstridd person, också i de egna leden. Under hans tid som chefredaktör var SvD mer renodlat partiorgan än det annars varit. Han hade ett tungt inflytande i Högern och var en viktig aktör vid partiledarskiften. Samtidigt hade han ett stabilt internationellt anseende, bland annat var han rådgivare till The Times i ett kritiskt skede.
Även om han var en flitig skribent (300 bidrag i SvD 1968) kritiserades han för att ägna för mycket tid åt politik på bekostnad av det ordinarie tidningsarbetet.
Han var gift två gånger, första gången 1938–1941 med Carin Ingrid Magnusson och andra gången från 1957 med TV-journalisten Jeanette von Heidenstam, tidigare gift Tham.
Hernelius är begravd på Norra Kyrketorps kyrkogård i Skultorp utanför Skövde.